# Louis Pauwels
Louis Pauwels (Gante, 2 de agosto de 1920-28 de enero de 1997) fue un periodista y escritor francés, de origen belga (flamenco). 

## Biografía
Fue maestro en Athis Mons desde 1939 a 1945. Estudió la licenciatura en letras, que interrumpió al comienzo de la Segunda Guerra Mundial. Louis Pauwels escribió en muchas revistas literarias mensuales francesas en 1946 (incluyendo Esprit y Variété) hasta la década de 1950. Participó en la fundación de Travail et Culture (Trabajo y Cultura) en 1946, destinados a difundir la cultura a las masas, y de la que él era el secretario. En 1948, se unió a los grupos de trabajo de GI Gurdjieff durante quince meses, hasta que se convirtió en editor en jefe de Combat en 1949 y editor del periódico Paris-Presse. Dirigió, entre otros, la Biblioteca Mondiale' (precursora del "Livre de Poche"), el mensual de la mujer Marie Claire, y la revista Artes y Cultura en 1952.
Pauwels conoció a Jacques Bergier en 1954, cuando era el director literario de la Biblioteca Mondiale, surgiendo una estrecha amistad entre ellos, gracias a la cual escribieron en 1960 Le Matin des Magiciens (El retorno de los brujos), y en 1970 la interrumpida continuación de L'Homme Eternel (El Hombre Eterno). Colaborando nuevamente con Bergier (así como con François Richaudeau), fundó la revista bimensual "Planète" en octubre de 1961, que apareció hasta el mes de mayo de 1968 (y una vez más ese mismo año bajo el título Le Nouveau Planète (el Nuevo Planeta ). Fueron 64 números en total entre las dos ediciones. Diversos números agrupados se han publicado, en una colección que los autores llamaron "Encyclopédie Planète", ya que cada volumen contiene alrededor de 250 páginas, con alrededor de treinta volúmenes en total. Diecisiete "Antologías Planètes" dedicados a Jacques Sternberg, agrupan textos cortos de varios autores sobre un tema determinado. En la década de 1970, se convirtió en amigo de algunos miembros del ultraderechista GRECE.
Pauwels escribió numerosos artículos para Le Journal du Dimanche desde 1975 a 1976. En 1977, dirigió la sección cultural de Le Figaro, donde estableció las bases de Le Figaro-Magazine. Le Figaro-Magazine se inició en octubre de 1978, como un suplemento semanal con el diario Le Figaro. La intención de Robert Hersant era crear un contrapeso a la influencia de Le Nouvel Observateur que consideraban demasiado de izquierdas. Louis Pauwels estuvo a cargo de la nueva revista. Louis Pauwels ofreció inicialmente el puesto de jefe de redacción a Alain de Benoist que declinó el ofrecimiento debido a que trabajaba en su editorial Éléments y en el Éditions Copérnico. Los miembros del GRECE eran Alain de Benoist, Michel Marmin e Yves Chisten, y contribuyeron en Le Figaro Magazine hasta el verano de 1979. Después de su salida, el tono de la revista se hizo más liberal en economía, mientras que en el resto mantuvo una tendencia conservadora. Louis Pauwels se mantuvo al frente del semanario hasta 1993. Cuando los estudiantes se manifestaron contra la Ley Devaquet sobre las universidades en 1986, Louis Pauwels publicó su escrito editorial más famoso acerca del SIDA mental que habría afectado a la juventud francesa. Fundó, con Gabriel Véraldi y Rémy Chauvin, la Fondation Marcel et Monique Odier de psicofísica en Ginebra en 1992. Y fue colaborador asiduo del periódico Washington Times.
Murió en 1997.

## Obra
- Louis Pauwels (1954) Monsieur Gurdjieff

Editions du Seúl, París
- Pauwels, L.; Bergier, J. (1961) El retorno de los brujos. Barcelona: Plaza & Janés.
- Pauwels, L.; Bergier, J. (1971) La rebelión de los brujos. Barcelona: Plaza & Janés.
- Pauwels, L. La femme est rare (La Mujer es rara). Revue Planète, N° 02. Editions Planète, Décembre 1961- Janvier 1962, in 4 carré, broché, couverture IIllustrée , 159 pp.[4]